# Кей (острів)

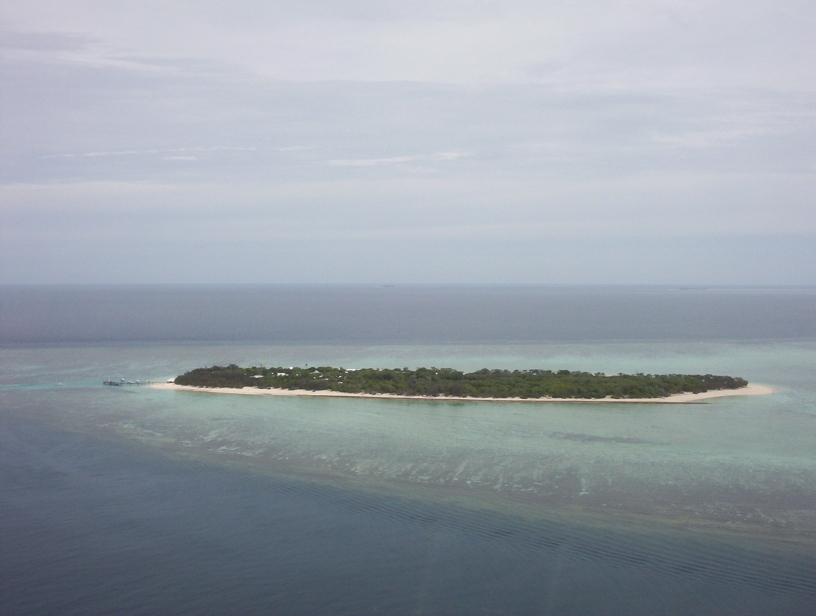
Острів Херон, Австралія

Кей — невеликий піщаний острів на низькій висоті на поверхні коралового рифу . Кеї зустрічаються в тропічному середовищі по всьому Тихому, Атлантичному та Індійському океанах, у тому числі в Карибському басейні, а також на Великому Бар'єрному рифі і Белізькому Бар'єрному рифі.
Назва походить з мови племені Таїно, як кейрі (cairi), що було адаптовано в іспанську як кайо (cayo) і кі (cay; [ˈkiː]) в англійську (в американському варіанті записується спрощено key).

## Дивіться також

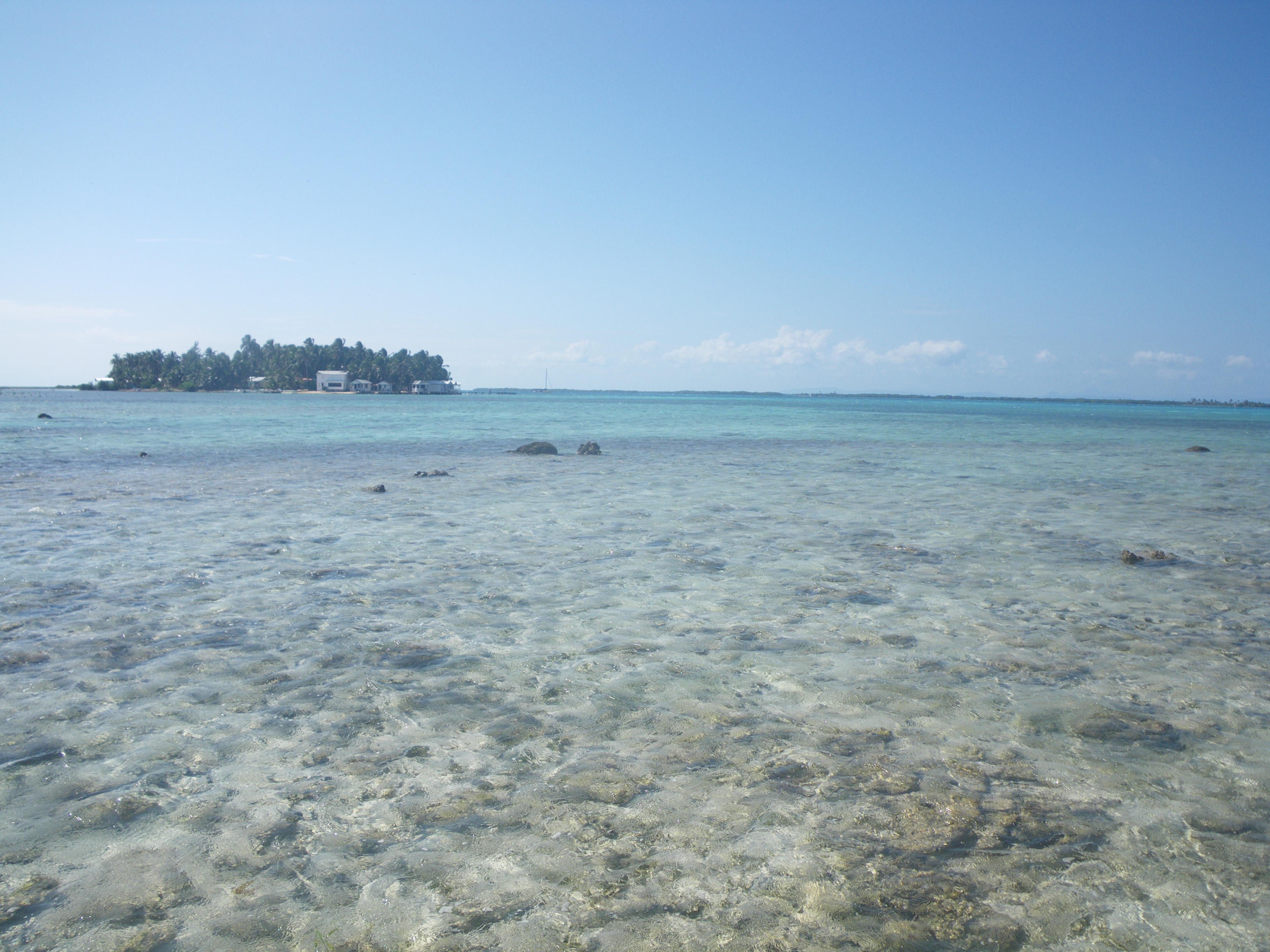
Тобако-Кей, Беліз

- Архіпелаг